# やっとかめ探偵団
『やっとかめ探偵団』（やっとかめたんていだん）は、清水義範の小説シリーズ、またこれを原作とする演劇・テレビドラマ・テレビアニメ。

## 概要
駄菓子屋「ことぶき屋」を営む老婆・波川まつ尾が、近所の年寄り仲間や子供たちとともに様々な「どえりゃー事件」を解決していくという物語である。愛知県名古屋市の下町を舞台にした作品で、作品中には名古屋弁がふんだんに使われている。題名中のやっとかめも「久し振り」を意味する名古屋弁である。

## 登場人物
波川 まつ尾（なみかわ まつお）
中川運河の近くに居を構える駄菓子屋「ことぶき屋」の店主。74歳。多才で、非常に頭が良い。考え事をする時にこめかみを親指でこねる癖がある。男勝りでリーダータイプの彼女を慕う近所のお婆ちゃんたちは多く、しばしば店が井戸端会議の場になっている。元は華道と茶道の教授をしていたが、物語が始まる2年前に前の店主が撤退した「ことぶき屋」を引き継いで商売を始めた。訳あって兄の5人の子供を育て上げた。光文社文庫の表紙ではやや角ばった感じの外見であり、テレビアニメ版では大柄でふくよかな顔をしている。
芝浦 かねよ（しばうら かねよ）
小柄で、いつもエプロンを掛けているお喋りなお婆ちゃん。ご近所のことに通じていて、他のメンバーがことぶき屋で井戸端会議をしているといつも「どえりゃーこと」を持ち込んでくる。テレビアニメ版では「まつ尾の助手」と称して様々な場所に出掛け、時には泣き落としなどの手も使いながら事件の情報収集をする有能なお婆ちゃんである。
粂川 よね（くめかわ よね）
口を開けば年がら年中嫁の悪口をこぼしているお婆ちゃん。「今日は愚痴を言いにきたんじゃない」と言いながらも気が付いたら愚痴を漏らしていて、しばしばまつ尾に叱られている。物覚えが悪い。
吉川 常（よしかわ つね）
「なんまんだぶなんまんだぶ」が口癖のお婆ちゃん。テレビアニメ版では町内で事件の犠牲者が出るたびに、彼女が手を合わせて阿弥陀仏を唱えている様子が窺える。
水谷 島子（みずたに しまこ）
いつでも何か食べているお婆ちゃん。左の頬におたまじゃくし型の痣がある。原作では彼女にことぶき屋の店番を頼むと、店の売り物のお菓子をこっそり貰っていってしまうと言われる場面があるが、テレビアニメ版ではそれが強調され、売り物をごっそりと持っていって食べていた。
早坂 千代（はやさか ちよ）
スポーツ好きなお婆ちゃん。いつもトレーナーとジャージを着て元気に町内を走り回っており、寒い日でも冷たいコーヒー牛乳を飲んでサッパリしているようなバイタリティに溢れる人。
生田 ハツ（いくた ハツ）
いつも着物姿の、おっとりした性格のお婆ちゃん。若い頃は水商売をしていたということで、妙に色っぽいところがある。メンバーの中では最も高齢であるためか、物忘れが激しい。猫のフリンちゃんと暮らしている。
波川 舞（なみかわ まい）
まつ尾の孫。小学6年生の12歳。明るく活発な性格で、何事にも好奇心旺盛。同級生のダイスケとコロッケとともに「マイマイ探偵団」なるチームを結成している。両親と高校生の兄がいる。
山下 大輔（やました だいすけ）
舞の同級生で、年は同じく12歳。通称「ダイスケ」。若干肥満気味ではあるが体格は良く、将来はスポーツ選手になることを夢見ている。両親と2人の妹がいる。
後藤 六郎（ごとう ろくろう）
舞の同級生で、年は同じく12歳。通称「コロッケ」。舞やダイスケとは対照的な理工系タイプの少年で、パソコンやコンピュータゲームが好き。マイマイ探偵団の頭脳担当だが、早とちりをしてとんでもない推理をすることもある。
鷺谷 直樹（さぎのや なおき）
まつ尾たちと親しい愛知県警の警部補。33歳。東京都出身であるため、主要登場人物の中で唯一名古屋弁を話せない。その事で周囲にうまく溶け込めず、特に、標準語で会話することを嫌う地元民と思しき上司からそれについて口うるさく言われることに悩んでいる。ことぶき屋でインスタントラーメンを食べるのが習慣。
市川 秀美（いちかわ ひでみ）
愛知県警の婦警。県警では唯一、周囲に馴染めない鷺谷に対しても分け隔てなく接してくれる人物である。

## 既刊
- やっとかめ探偵団
  - 光文社文庫、1988年5月20日、ISBN 978-4-334-70733-0
- やっとかめ探偵団危うし
  - 光文社文庫、1989年12月20日、ISBN 978-4-334-71061-3
- やっとかめ探偵団と殺人魔
  - 光文社、1993年3月15日、ISBN 978-4-334-92219-1 / 光文社文庫、1996年3月20日、ISBN 978-4-334-72204-3　6章構成で、最初の3章は独立した短編としても読めるような趣向になっている。
- 茶色い部屋の謎
  - 光文社文庫、1997年3月20日、ISBN 978-4-334-72369-9 - 短編集の中の１篇として『やっとかめ探偵団のバス・ツアー』を収録。
- やっとかめ探偵団とゴミ袋の死体(中篇)
  - 祥伝社文庫、2000年11月10日、ISBN 978-4-396-32808-5
- やっとかめ探偵団と鬼の栖
  - 実業之日本社、2002年8月20日、ISBN 978-4-408-53422-0 / 光文社文庫、2005年9月20日、ISBN 978-4-334-73940-9

## 演劇
- やっとかめ探偵団
  - 名鉄ホール、1996年4月13日 - 4月14日[1] / 西尾市文化会館・多治見市文化会館、1996年11月[2]
- やっとかめ探偵団 その2
  - 名鉄ホール、1997年3月29日 - 3月30日
- やっとかめ探偵団 その3
  - 名鉄ホール、1998年3月26日 - 3月28日
- やっとかめ探偵団 その4
  - 名鉄ホール、2000年3月31日 - 4月2日
- やっとかめ探偵団 その5
  - 名鉄ホール、2001年3月29日 - 3月31日
- やっとかめ探偵団 その6
  - 名鉄ホール、2002年4月5日 - 4月7日
- やっとかめ探偵団 その7
  - 名鉄ホール、2004年4月23日 - 4月25日

## テレビドラマ

### CBC版
1996年から2000年にかけて、同作品のテレビドラマ『やっとかめのやっとかめ探偵団』が中部日本放送（CBC）で放送された。

#### 放送日
- 第1弾 - 1996年9月23日
- 第2弾 - 1997年2月11日
- 第3弾 - 1997年9月23日
- 第4弾 - 2000年4月1日 13時00分 - 14時30分 (JST)

#### キャスト
- 波川まつ尾 - 山田昌
- 粂川よね - 中村嘉奈子
- 吉川常 - 若尾隆子

#### スタッフ
- 脚本 - 宮川一郎
- 演出 - 山本恵三
- 音楽 - BANANA

### 東海テレビ版
東海テレビ制作・フジテレビ系でスペシャルドラマ『名古屋やっとかめ探偵団〜前代未聞!!婆ちゃん探偵〜（なごややっとかめたんていだん ぜんだいみもん ばあちゃんたんてい）』が2010年6月20日の16時05分 - 17時20分 (JST) に放送された。
スペシャルドラマ第1弾の好評により、第2弾となる正月ドラマスペシャル 『新春東京ツアー どえりゃあ婆ちゃん探偵団〜湯けむりパラダイスの怪事件〜（しんしゅんとうきょうツアー どえりゃあばあちゃんたんていだん ゆけむりパラダイスのかいじけん）』が2011年1月4日の14時05分 - 15時20分 (JST) に放送された。
東海テレビ版では、「やっとかめ探偵団」のまつ尾・常・かねよ・ハツの4人を女優ではなく、橋爪功・小松政夫・石倉三郎・佐藤B作の4人の男優が演じている。

#### キャスト

##### やっとかめ探偵団
- 波川まつ尾 - 橋爪功
- 吉川常 - 小松政夫
- 芝浦かねよ - 石倉三郎
- 生田ハツ - 佐藤B作

##### 愛知県警 中川東警察署（第1弾）
- 橘未来 - 佐藤めぐみ
- 八神太郎 - 大河内浩
- 大矢慎 - 加藤康起

##### 被害者とその家族（第1弾）
- 堀井民次 - 堀田眞三
- 堀井紀子 - 大塚良重
- 堀井良雄 - 仲本工事
- 加藤恵子 - 山根舞
- 加藤修一 - 加藤圭
- 阿部友夫 - 西秋元喜

##### その他（第1弾）
- 久保田幸子 - 中島ひろ子
- 久保田澄子 - 大森暁美
- 波川進 - 廣瀬真平

##### 浅草東警察署（第2弾）
- 東海林 - 梨本謙次郎
- 谷 - 一條俊

##### 本橋家（第2弾）
- 本橋絹江 - 斉藤慶子
- 本橋ウメ子 - 冨士眞奈美
- 本橋慎二 - 青山勝
- 本橋真利子 - 優希

##### 日比野家（第2弾）
- 日比野元治 - 沼田爆
- 日比野義治 - 中脇樹人
- 日比野真美 - 二階堂千寿
- 日比野つばさ - 伊澤柾樹

##### 園部家（第2弾）
- 園部カヨ - 島かおり
- 園部和也 - 遠山俊也

##### その他（第2弾）
- 山田稔 - 田中幸太朗
- 鈴木浜子 - 森康子
- 松原すま子 - 星野晶子
- 古平八郎 - 山崎満
- 関幹夫 - 新井量大
- ひったくり犯 - ノッチ（デンジャラス）
- 看護師 - 片岡明日香、大門真紀

#### スタッフ
- 企画 - 西本淳一（東海テレビ）
- 企画 - 清水義範「やっとかめ探偵団」（光文社文庫、第1弾）、「やっとかめ探偵団危うし」（光文社文庫、第2弾）
- 脚本 - 浅野有生子
- 演出 - 白川士（ザ・ワークス、第1弾）、阿部雄一（5年D組、第2弾）
- 広報 - 山本章子（東海テレビ）、胡桃千春（東海テレビ、第1弾）、渡辺秀彦（東海テレビ、第2弾）
- 方言指導 - 巣山プロダクション
- スタントコーディネイト - 大道寺俊典
- プロデューサー - 風岡大（東海テレビ）、角田正子（ザ・ワークス）
- 技術協力 - フォーチュン
- 編集・MA - ブル（第1弾）、冨永孝（編集、第2弾）、下田弘司（MA、第2弾）
- 美術協力 - テレビ朝日クリエイト
- 音響効果 - メディアハウスサウンドデザイン
- ロケ協力 - なごや・ロケーション・ナビ、八王子フィルムコミッション、日野映像支援隊、名古屋城総合事務所、名鉄交通、名古屋臨海高速鉄道あおなみ線　ほか
- 制作 - 東海テレビ放送、ザ・ワークス

## テレビアニメ
2007年10月7日から2008年1月6日までアニメ版がテレビ愛知で放送された。放送時間は毎週日曜 7時00分 - 7時30分 (JST) 。
テレビ愛知放送のアニメでは初となる中京ローカルの作品で、キー局のテレビ東京を含めたテレビ東京系列局・地方局へのネットは行われなかった。また、アニメ制作にも直接関与しておらず、放送クレジットにも名を連ねていない。その関係から、番組放送当時に存在していた公式サイトはテレビ愛知公式サイト内には併設されず、独自ドメインを取得した上で開設されていた。
日曜朝の放送ながら殺人や不倫、虐待といった暗い題材を扱うことが多かった。制作方針としてご当地名古屋に徹底してこだわっており、登場人物たちが話す名古屋弁を自然に再現するために愛知県（主に尾張地方）出身の声優を多く起用するなどしていた。スポンサーはセイコーエプソンの一社提供だったが、CMの放送本数は総CM時間枠のほぼ半分ほどしか無く、残りの半分は公共広告機構（現・ACジャパン）のCMが占めていた。このため、名古屋市営地下鉄には放送期間中に番組スポンサーを募集する中吊り広告が掲示されていた。
当初は全26話が放送される予定だったが、その後、第13話（後述の対談企画を含めると14話）で事実上の打ち切りとなった。2008年1月6日には新春特別企画として、原作者の清水義範と番組のナレーターを務めた三遊亭圓丈による対談が放送されたが、本編放送後には次回予告が流れず、第15話以降が放送できないことが明かされた。公式サイトの発表では飽くまで「放送休止」としていたが、公式サイト自体の更新が番組の打ち切りとほぼ同時期に停止しており、その後、何の予告もなく同サイトは閉鎖された。こうした打ち切り経緯もあり、作品のソフト化やインターネットでの配信は行われていない。
以下、番組放送当時に存在していた公式サイトからの参考。

### キャスト
- 波川まつ尾 - 杉山佳寿子
- 芝浦かねよ - 浅井晴美
- 粂川よね - 真山亜子
- 吉川常 - 光明寺敬子
- 水谷島子 - 紗ゆり
- 早坂千代 - 鈴木渢
- 生田ハツ - 谷育子
- 波川舞 - 後藤邑子
- 山下大輔 - 志賀克也
- 後藤六郎 - 戸田真衣子
- 鷺谷直樹 - 北村允志
- 市川秀美 - 服部加奈子
- ナレーション - 三遊亭円丈

### スタッフ
- 原作 - 清水義範（光文社、祥伝社刊）
- 企画 - 杉本直樹
- 監督 - 鈴木卓夫
- シリーズ構成 - 河原ゆうじ
- キャラクターデザイン - 関修一
- 総作画監督 - 高田三郎
- 美術監督 - 安原稔
- 色彩設定 - 宮下眞理
- 撮影監督 - 外山浩
- 編集 - 松原理恵
- 音響監督 - 大熊昭
- 音楽 - 相良まさえ
- 音楽プロデューサー - 立原一
- 音楽制作 - パインコム、SHIBAURA RECORDS、サウンド・スタッフ
- プロデューサー - 杉本直樹（エー・シー・エス）、宮下勇治（ノーサイド）
- アニメーション企画・制作 - エー・シー・エス、ノーサイド

### 主題歌
オープニングテーマ
「やっとかめ探偵団」
作詞 - 清水義範 / 作曲・編曲 - BANANA ICE / 歌 - mama-Dee / コーラス - 妃那 & 英人 / セリフ - 杉山佳寿子
エンディングテーマ
「みえるの歌」
作詞 - 清水義範 / 作曲・編曲 - BANANA ICE / 歌 - ENNA / セリフ - 杉浦千鶴子

### 各話リスト
| 話数 | サブタイトル         | 脚本       | 絵コンテ     | 演出       | 作画監督       |
| ---- | -------------------- | ---------- | ------------ | ---------- | -------------- |
| 1    | 婆ちゃん探偵団登場!  | やすみ哲夫 | 鈴木卓夫     | 鈴木卓夫   | 杉山東夜美     |
| 2    | 忘れられたサンゴ     | やすみ哲夫 | 横山広行     | 横山広行   | はしもとかつみ |
| 3    | 見知らぬ訪問者       | 河原ゆうじ | 高山秀樹     | 高山秀樹   | 山沢実         |
| 4    | 誰もいない部屋の叫び | 大野木寛   | 小林孝志     | 斎藤博子   | 中野彰子       |
| 5    | 鬼のすみか           | 大野木寛   | 藤原良二     | 鹿島典夫   | 武内啓         |
| 6    | ダイスケパパの災難   | 河原ゆうじ | 羽原久美子   | 羽原久美子 | 武藤和浩       |
| 7    | 健康ランドの悲劇     | 桜井正明   | 鈴木卓夫     | 浅見松雄   | 杉山東夜美     |
| 8    | 遠い国から来た友人   | 河原ゆうじ | 横山広行     | 横山広行   | はしもとかつみ |
| 9    | まつ尾、危機一髪!    | 桜井正明   | 鹿島典夫     | 大宅光子   | 山沢実         |
| 10   | フリンちゃんを救え!  | 河原ゆうじ | 秋津南       | 斎藤博子   | 中野彰子       |
| 11   | 東京から来た少年     | 大野木寛   | しぎのあきら | 高山秀樹   | 風戸聡         |
| 12   | なんまんだぶの金庫番 | 河原ゆうじ | 羽原久美子   | 羽原久美子 | 武藤和浩       |
| 13   | ゴミ袋にご用心       | 山下久仁明 | 鈴木卓夫     | 青井小夜   | 武内啓         |

### テレビアニメ版の特色
- 舞たちが通う小学校や鷺谷が勤務する警察署などには共通して「丸八」という名が付けられているが、これは名古屋市の市章をモチーフにしたものである。
- 舞たちが所属する少年野球チームのユニフォームは、中日ドラゴンズが1968年に採用していたユニフォームと同じデザインである。
- エンディングテーマの曲名および歌詞にある「みえる」は、下一段活用動詞の「見える」と、名古屋弁で「おいでになる」あるいは「 - していらっしゃる」という意味の敬語表現「みえる」を掛けたものである。

| テレビ愛知 日曜7:00 - 7:30枠   | テレビ愛知 日曜7:00 - 7:30枠                | テレビ愛知 日曜7:00 - 7:30枠                |
| 前番組                         | 番組名                                      | 次番組                                      |
| ------------------------------ | ------------------------------------------- | ------------------------------------------- |
| ハロモニ@ （土曜6:15枠へ移動） | やっとかめ探偵団 （2007年10月 - 2008年1月） | ワンワンセレプー それゆけ!徹之進 （再放送） |